# Aixecament austriacista de Menorca
L'Aixecament austriacista de Menorca fou un dels episodis de la Guerra de Successió Espanyola.

## Antecedents
L'agost del 1705, poc després del setge de Gibraltar, amb l'ajut de l'estol anglès, els austracistes conqueriren Dénia i altres places com ara Alzira; quan Joan Baptista Basset desembarcà a Altea, on l'arxiduc fou proclamat rei de València i començà la revolta dels maulets, i Basset via Dénia, Gandia i Alzira, va cavalcar fins a València, que va obrir les portes a l'exèrcit maulet sense resistència i l'entusiasme popular fou immens.
Mentrestant, encoratjats constantment pel príncep Jordi de Darmstadt, escamots armats barraren el pas als borbònics a la plana de Vic. La flota de l'Arxiduc, formada per 180 vaixells amb 9.000 soldats anglesos, holandesos i austriacs i 800 cavalls sota el comandament de Lord Peterborough, l'holandès Shrattenbach i Jordi de Darmstadt arribà a Barcelona el 22 d'agost de 1705. Al regne de València arribaven notícies de l'alçament austracista al Principat, i això ajudà a escampar la revolta des de Vinaròs i Benicarló a Vila-real i Castelló, on els maulets es feren forts.
Davant del setge dels austracistes, les autoritats barcelonines es mantingueren fidels a Felip d'Anjou i proposaren formar la Coronela, mentre la població vacil·là; mentrestant, els vigatans s'alçaren i en baixaren uns 1.000 armats per unir-se al desembarcament, que a la Batalla de Montjuïc capturen la fortalesa, des de la qual bombardejarien la ciutat. Barcelona, envoltada de les tropes aliades va rendir-se el 9 d'octubre i el virrei Baltasar Cristóbal de Hixar signà la capitulació.
Mentrestant, un exèrcit austriacista provinent de Portugal va prendre Madrid el 29 de juny, però fou represa per Felip el 4 d'octubre, mentre Carles es replegava cap a València.

## L'aixecament
A Menorca, abassegada per la forta guarnició espanyola que ocupava l'illa, es produí l'aixecament austriacista de Menorca el 20 d'octubre de 1706, sent nomenat Joan Miquel Saura com a governador austriacista el 28 de novembre.
La lluita entre carlistes i filipistes durà tres mesos, fins que el gener de 1707, Felip V de Castella envia un batalló de reforç al governador Diego Leonardo Dávila procedent de Toló, que tornà a controlar l'illa el 12 de gener de 1707.

## La Conquesta dels Anglesos
Anglaterra no perdia de vista les seves ambicions d'instal·lar-se fermament a la Mediterrània, i James Stanhope va salpar de Barcelona amb 600 anglesos, 600 portuguesos i 500 espanyols des de Barcelona, als que es van sumar a Mallorca 300 homes comandats per Joan Miquel Saura Morell, arribant a Maó el 13 de setembre de 1708, on John Leake feia una setmana que esperava reconeixent el terreny. Les tropes van desembarcar a Alcaufar el 14 de setembre i van trigar uns quants dies a arribar al Castell de Sant Felip per la manca de camins, on la guarnició de 1000 homes, comandada pel capità francès La Jonquière i Diego Leonardo Dávila es va rendir per evitar una massacre entre les dones i els nens refugiats.